# Superache
Superache är det andra studioalbumet av den amerikanska singer-songwritern Conan Gray, utgivet 24 juni 2022 av Republic.

## Låtlista
Alla spår är skrivna av Conan Gray om inte annat anges. Alla spår är producerade av Dan Nigro om inte annat anges.
| 1.           | "Movies"          |                            |                        | 3:34  |
| 2.           | "People Watching" | Gray Nigro Julia Michaels  |                        | 2:38  |
| 3.           | "Disaster"        | Gray Henry Walter Michaels | Cirkut                 | 2:33  |
| 4.           | "Best Friend"     |                            |                        | 2:28  |
| 5.           | "Astronomy"       |                            |                        | 4:03  |
| 6.           | "Yours"           |                            |                        | 3:24  |
| 7.           | "Jigsaw"          |                            |                        | 3:28  |
| 8.           | "Family Line"     |                            |                        | 3:36  |
| 9.           | "Summer Child"    | Gray                       |                        | 3:00  |
| 10.          | "Footnote"        |                            |                        | 3:44  |
| 11.          | "Memories"        |                            |                        | 4:08  |
| 12.          | "The Exit"        | Gray Nigro Michaels        | Nigro Ryan Linvill [a] | 3:41  |
| Total längd: | Total längd:      | Total längd:               | Total längd:           | 40:17 |

| 13.          | "Overdrive"  | Gray Oliver Peterhof Chris Stracey The Monsters & Strangerz Tobias Jesso Jr. | Peterhof Stracey The Monsters & Strangerz Jesso | 3:03  |
| 14.          | "Telepath"   | Gray Michaels Ilya Salmanzadeh Caroline Ailin                                | Ilya                                            | 3:14  |
| Total längd: | Total längd: | Total längd:                                                                 | Total längd:                                    | 46:40 |

## Utgivningshistorik
| Region          | Datum        | Format                        | Version                    | Skivbolag | Ref.        |
| --------------- | ------------ | ----------------------------- | -------------------------- | --------- | ----------- |
| Internationellt | 24 juni 2022 | Digital nedladdning streaming | Standard                   | Republic  | [ 2 ] [ 3 ] |
| Australien      | 24 juni 2022 | CD                            | Standard                   | Republic  | [ 4 ]       |
| Kanada          | 24 juni 2022 | CD                            | Standard                   | Republic  | [ 5 ]       |
| Storbritannien  | 24 juni 2022 | CD                            | Standard                   | Republic  | [ 6 ]       |
| USA             | 24 juni 2022 | CD                            | Standard                   | Republic  | [ 7 ]       |
| USA             | 24 juni 2022 | CD                            | Target exclusive           | Republic  | [ 8 ]       |
| Japan           | 24 juni 2022 | CD                            | Bonus tracks               | Republic  | [ 1 ]       |
| Kanada          | 24 juni 2022 | LP                            | Standard                   | Republic  | [ 9 ]       |
| Storbritannien  | 24 juni 2022 | LP                            | Standard                   | Republic  | [ 10 ]      |
| USA             | 24 juni 2022 | LP                            | Standard                   | Republic  | [ 11 ]      |
| USA             | 24 juni 2022 | LP                            | Target exclusive           | Republic  | [ 8 ]       |
| USA             | 24 juni 2022 | LP                            | Urban Outfitters exclusive | Republic  | [ 12 ]      |
| USA             | 24 juni 2022 | kassett                       | Standard                   | Republic  | [ 13 ]      |

## Not
1. 1 2  Endast inkluderad på den japanska utgåvan av Superache.[1]